# Critics' Choice Television Award de la meilleure série télévisée dramatique
Le Critics' Choice Television Award de la meilleure série télévisée dramatique (Critics' Choice Television Award for Best Drama Series) est l'une des récompenses décernées aux professionnels de l'industrie de la télévision par le jury de la Broadcast Television Journalists Association depuis 2011.

## Palmarès

### Années 2010
- 2011 : Mad Men
  - Boardwalk Empire
  - Dexter
  - Friday Night Lights
  - Fringe
  - Game of Thrones
  - The Good Wife
  - Justified
  - The Killing
  - The Walking Dead

- 2012 : Homeland
  - Breaking Bad
  - Downton Abbey
  - Game of Thrones
  - The Good Wife
  - Mad Men

- 2013 : (ex æquo)
- Breaking Bad
- Game of Thrones
  - The Americans
  - Downton Abbey
  - The Good Wife
  - Homeland

- 2014 : Breaking Bad
  - The Americans
  - Game of Thrones
  - The Good Wife
  - Masters of Sex
  - True Detective

- 2015 : The Americans
  - Empire
  - Game of Thrones
  - The Good Wife
  - Homeland
  - Justified
  - Orange Is the New Black

- 2016 : Mr. Robot
  - Empire
  - The Knick
  - The Leftovers
  - Penny Dreadful
  - Rectify
  - UnREAL

- 2016 : Game of Thrones
  - Better Call Saul
  - The Crown
  - Mr. Robot
  - Stranger Things
  - This Is Us
  - Westworld

- 2018 : The Handmaid's Tale : La Servante écarlate (The Handmaid's Tale)
  - American Gods
  - The Crown
  - Game of Thrones
  - Stranger Things
  - This Is Us

- 2019 : The Americans
  - Better Call Saul
  - The Good Fight
  - Homecoming
  - Killing Eve
  - L'Amie prodigieuse
  - Pose
  - Succession

### Années 2020
- 2020 : Succession
  - The Crown
  - David Makes Man
  - Game of Thrones
  - The Good Fight
  - Pose
  - This Is Us
  - Watchmen

- 2021 : The Crown (Netflix)
  - Better Call Saul (AMC)
  - The Good Fight (CBS All Access)
  - Lovecraft Country (HBO)
  - The Mandalorian (Disney +)
  - Ozark (Netflix)
  - Perry Mason (HBO)
  - This Is Us (NBC)

- 2022 : Succession
  - Evil
  - For All Mankind
  - The Good Fight
  - Pose
  - Squid Game
  - This Is Us
  - Yellowjackets
- 2023 : Better Caul Saul
  - Andor
  - Bad Sister
  - The Crown
  - Euphoria
  - The Good Fight
  - House of the Dragon
  - Severance
  - Yellowstone

- 2024 : Succession
  - The Crown
  - La Diplomate (The Diplomat)
  - The Last of Us
  - Loki
  - The Morning Show
  - Star Trek: Strange New Worlds
  - Winning Time: The Rise of the Lakers Dynasty

- 2025 : Shōgun
  - The Day of the Jackal
  - La Diplomate (The Diplomat)
  - Evil
  - Industry
  - Entretien avec un vampire (Interview with the Vampire)
  - The Old Man
  - Slow Horses

## Statistiques

### Récompenses multiples
2 : Breaking Bad, Game of Thrones, The Americans

### Nominations multiples
8 : Game of Thrones
5 : The Good Wife,  The Crown,  The Good Fight
4 : The Americans, Better Call Saul
3 : Breaking Bad, Homeland, This Is Us,  Succession,  Pose
2 : Downton Abbey, Empire, Justified, Mad Men, Mr. Robot, Stranger Things